# 田寮河
田寮河，是位於臺灣基隆市的小型河川。古名「田寮港」，為臺灣第一條人工運河，從源頭槓子寮（田寮港頭）至基隆港河口全長約3.5公里，途中為信義區與仁愛區之界河，流經基隆廟口夜市、基隆東岸廣場與基隆文化中心後注入基隆港。

## 歷史
基隆地區早期的漢人移民慣稱「河」為「港」，如牛稠港、石硬港及蚵殼港等，並將此一名稱延伸為田寮河流域的沿岸聚落。田寮河開鑿運河最初工程在劉銘傳擔任台灣巡撫時進行，為基隆港築港工程的一部分，於1887年完成基隆水道工程。日治時期1899年展開重要築港工程，到了1921年，基隆港哨船頭區及重要街區也接近完成，原本錯落的聚落，漸漸變成平行於海岸碼頭的棋盤式街廓，在此同時，本來漫流於舊市區的石硬港、蚵殼港下游也整治成一條運河，即旭川河。
日治時期，田寮港庄街道狹窄、零亂無規劃，同時田寮河又流經市區，地勢低下，每至雨季不免積水成災，因而在1907年實施市街改正計劃，填埋地勢低窪區及海面成為市街土地，港灣的東西兩側及運河兩岸均開發為新市街，成為日本人集居地區。

## 跨河橋樑名稱及變革
中華民國接管臺灣後該河由東向西依序為東明、尚勇、崇仁、尚智、達德、平等、達道、自由、博愛、中正等10座橋梁。
李進勇擔任基隆市長期間，經由票選改以十二生肖為橋梁命名，由東向西依序為財鼠橋、旺牛橋、福虎橋、玉兔橋、祥龍橋、銀蛇橋、寶馬橋、吉羊橋、美猴橋、金雞橋、富狗橋、喜豬橋。後由多位市長分次重建橋樑，其中旺牛橋與玉兔橋為2010年代後新建。

## 河川整治
2019年9月25日，田寮河、旭川河的水質改善工程動工，採用礫間處理工法淨化水質。旭川河整治工程預計2020年底完工，田寮河整治工程則在2021年初完工，未來將配合污水下水道，攔截河岸兩側的家庭廢水，經過水質淨化後才能排入河川。

## 河岸公園
基隆市政府為打造環狀廊帶的田寮河岸公園，拆除河岸兩側20多戶違章建築，歷經四位市長直至2016年才終於開始第一波拆除作業。2016年12月7日展開第一波5戶違建拆除作業。2018年3月19日將長200公尺、寬5公尺，總面積1000平方公尺的河上游左岸違建全面拆除完畢，同年6月完成公園改建，同時打通田寮河4公里的環狀步道。

## 水質監測
- 生物：海鰱科（如海鰱）[5][6][7]
- 2014年7月，曾發生大量不明漂浮物和死魚屍。[8]